# Cypern ved vinter-OL 2022
Cypern deltager i vinter-OL 2022 i Beijing, Kina i perioden 4. – 20. februar 2022.

## Medaljer
| 2022 Beijing | Guld | Sølv | Bronze | Total |
| Cypern       | -    | -    | -      | -     |

### Medaljevindere
| Cypern under vinter-OL 2022 i Beijing | Cypern under vinter-OL 2022 i Beijing | Cypern under vinter-OL 2022 i Beijing | Cypern under vinter-OL 2022 i Beijing | Cypern under vinter-OL 2022 i Beijing |
| Medalje                               | Navn                                  | Sport                                 | Event                                 | Dato                                  |
| ------------------------------------- | ------------------------------------- | ------------------------------------- | ------------------------------------- | ------------------------------------- |
| Guld                                  | -                                     | -                                     | -                                     | -                                     |
| Sølv                                  | -                                     | -                                     | -                                     | -                                     |
| Bronze                                | -                                     | -                                     | -                                     | -                                     |